# 福布什 (北卡羅萊納州)
福布什（英語：Forbush）是位於美國北卡羅萊納州亞德金縣的非建制地區。

## 歷史
福布什的郵局於1837年設立，其後於1905年停運。

## 地理
福布什所處的海拔為高於海平面312米（即1024英呎），而該地所採用的時區為UTC-5，即北美东部时区（EST）。同時該地設有夏令時間，為UTC-5調快一小時，即UTC-4（EDT）。